# Carolina Schutti
Carolina Schutti (* 1976, Innsbruck, Tyrolsko) je rakouská spisovatelka. V roce 2015 se stala za svůj román Einmal muss ich über weiches Gras gelaufen sein jednou z laureátek Ceny Evropské unie za literaturu.

## Život a dílo
Oba dva její rodiče, kteří se spolu seznámili v Innsbrucku, jsou původem Poláci, její otec byl vychováván dvojjazyčně v Německu. Do věku pěti let byla jejím prvním mateřským jazykem výlučně polština, teprve až na popud rodičů a následnému nástupu do mateřské školky se naučila německy. Vystudovala germanistiku, anglistiku a hru na kytaru. Disertační práci zasvětila dílu Eliase Canettiho.

### Přehled děl v německém originále (výběr)

#### Trilogie
Tato trilogie má silné autobiografické rysy, autorka se v ní snaží vypořádat s otázkami vlastního vykořenění (tzn. polský původ, ztráta znalosti mateřštiny v dětství, tj. polštiny, pocitem odcizení, ztrátou vlastní identity aj.).
- Eulen fliegen lautlos (2015) – krátká novela
- Einmal muss ich über weiches Gras gelaufen sein (2012)
- Wer getragen wird, braucht keine Schuhe (2010)